# Бьерре, Мортен
Мортен Бьерре (дат. Morten Bjerre; род. 22 мая 1972, Копенгаген) — датский гандболист, выступавший за клубы Аякс Копенгаген, ВФЛ/Хамельн, Фленсбург-Хандевитт, ГК Киль, Гамбург, Виборг, и сборную Дании. Сейчас тренирует молодёжный клуб Слагельсе (Slagelse Håndboldklub (Jugend)).

## Карьера
Клубная

Мортен Бьерре выступал в датских клубах Витдовре и Аякс. В 1996 году Мортен Бьеоре перешёл в немецкий клуб ВФЛ/Хамельн. В 1997 году Мортен Бьерре перешёл в Фленсбург-Хандевитт. В 1999 году Мортен Бьерре вместе с Фленсбург-Хандевитт выиграл ЕГФ кубок Европейских городов. В 2000 году Мортен Бьерре перешёл в ГК Киль, где выиграл чемпионат Германии, кубок ЕГФ, а в составе клуба Киль, во всех турнирах,146 матчей и забил 316 голов. В 2003 году Мортен Бьерре перешёл Гамбург, который по итогам сезона занял в чемпионате Германии 5 место. В 2004 году Мортен Бьерре вернулся в Данию, где играл за клуб Виборг. В 2011 году Мортен Бьерре завершил карьеру игрока.

Тренерская
   
Мортен Бьерре стал помощником тренера ещё когда выступал за клуб Виборг в 2009 году. В 2011 году Мортен Бьерре стал помощником тренера в клубе Скьерн, а в 2012 году стал помощником тренера в клубе Ольборг. В 2014 году стал тренером в молодёжном клубе Слагельсе.

В сборной

Мортен Бьерре выступал за сборную Дании. В сборной Мортен Бьерре сыграл 185 матчей и забил 432 гола.

## Титулы
Командные
- Чемпион Германии: 2002
- Обладатель кубка ЕГФ: 2002
- Обладатель кубка Европейских городов ЕГФ: 1999

## Статистика
| Сезон               | Клуб                | Лига            | Матчи | Голы | 7-метр | Голы |
| ------------------- | ------------------- | --------------- | ----- | ---- | ------ | ---- |
| 1996/97             | ВФЛ/Хамельн         | Бундеслига      | 29    | 98   | 0      | 98   |
| 1999/00             | Фленсбург-Хандевитт | Бундеслига      | 29    | 70   | 0      | 70   |
| 2000/01             | Киль                | Бундеслига      | 38    | 35   | 0      | 35   |
| 2001/02             | Киль                | Бундеслига      | 32    | 68   | 0      | 68   |
| 2002/03             | Киль                | Бундеслига      | 33    | 121  | 0      | 121  |
| 2003/04             | Гамбург             | Бундеслига      | 26    | 75   | 0      | 75   |
| 2004/05             | Виборг              | Чемпионат Дании | 27    | 89   | 0      | 89   |
| 2005/06             | Виборг              | Чемпионат Дании | 25    | 86   | 0      | 86   |
| 2006/07             | Виборг              | Чемпионат Дании | 24    | 64   | 0      | 64   |
| 2007/08             | Виборг              | Чемпионат Дании | 23    | 51   | 0      | 51   |
| 2008/09             | Виборг              | Чемпионат Дании | 21    | 58   | 0      | 58   |
| 2009/10             | Виборг              | Чемпионат Дании | 20    | 48   | 0      | 48   |
| 2010/11             | Виборг              | Чемпионат Дании | 18    | 14   | 0      | 14   |
| 1996-97 ; 1999-2004 | Итого               | Бундеслига      | 187   | 467  | 0      | 467  |
| 2004-2011           | Итого               | Чемпионат Дании | 158   | 410  | 0      | 410  |